# Bockhorst
Bockhorst település Németországban, azon belül Alsó-Szászország tartományban. Lakosainak száma 1007 fő (2023. december 31.). Bockhorst Rhauderfehn, Ostrhauderfehn, Esterwegen, Surwold és Saterland községekkel határos.

## Népesség
A település népességének változása:
| Lakosok száma | 967  | 956  | 978  | 979  | 996  | 1007 |
|               | 2016 | 2017 | 2019 | 2021 | 2022 | 2023 |